# ويلسون ماكدونالد
ويلسون ماكدونالد هو شاعر كندي، ولد في 5 مايو 1880 في هالديماند في كندا، وتوفي في 8 أبريل 1967.